# Holton (Oxfordshire)
Pour les articles homonymes, voir Holton.
Holton est une paroisse civile et un village de l'Oxfordshire, en Angleterre.